# Pallavolo Mantoue
Le Top Team Volley Mantova est un club de volley-ball masculin de Mantoue (qui a changé plusieurs fois de nom en raison de changements de sponsors principaux). Il évolue au deuxième niveau national (Serie A2).

## Palmarès
Néant

## Effectif de la saison en cours
Entraîneur : Lorenzo Tubertini  Italie ; entraîneur-adjoint : Nicola Giolito  Italie
| No | Nom                      | Taille | Nationalité     |
| -- | ------------------------ | ------ | --------------- |
| 1  | Filippo Sbrola           | 1,90   | Italie          |
| 2  | Matti Hietanen           | 1,99   | Finlande        |
| 3  | David Szabo              | 2,02   | Hongrie         |
| 4  | Andrea Zappaterra        | 1,82   | Italie          |
| 5  | Nicola Mazzonelli        | 1,93   | Italie          |
| 6  | Ivan Ruiz Benito         | 1,95   | Cuba            |
| 8  | Cristian Manzoli         | 1,89   | Italie          |
| 9  | Carlo Alberto Tognazzoni | 1,95   | Italie          |
| 10 | Stefano Speringo         | 1,95   | Italie          |
| 14 | Michele Capra            | 1,98   | Italie          |
| 15 | David Modnicki           | 2,05   | Italie/ Pologne |
| 17 | Alexeis Argilagos        | 1,99   | Cuba            |
| 18 | Gabriele Robbiati        | 2,00   | Italie          |